# Saxifraga wendelboi
Saxifraga wendelboi är en stenbräckeväxtart som beskrevs av Schönb.-temesy. Saxifraga wendelboi ingår i Bräckesläktet som ingår i familjen stenbräckeväxter. Inga underarter finns listade i Catalogue of Life.